# Лагошин, Валерий Владимирович
Лаѓошин Вале́рий Влади́мирович (28 января 1944, участок Таракон,  Кумарский район, Хабаровский край — 14 октября 2018, г. Москва) — советский и российский военачальник, командующий 5-й гвардейской танковой армией (1989—1991), военный советник при Министерстве Обороны Демократической Республики Афганистан (1991—1992), генерал-майор (1989). Народный депутат. Участник ликвидации аварии на Чернобыльской АС. Доцент. Начальник кафедры академии им. М.В.Фрунзе. Участник Парадов Победы в ВОВ.

## Биография
Родился в многодетной рабочей семье. Русский. В годы учёбы увлекался авиамоделированием, с большим энтузиазмом посещал школу ДОСААФ, которая и определила выбор дальнейшей профессии. 
В 1962 году окончил Городское профессионально-техническое училище № 1 г. Краснодара по специальности формовщик-литейщик.
Прошёл 32 года службы в Вооруженных силах. Участвовал в ликвидации аварии на Чернобыльской АС. Выполнял дипломатическую миссию в Афганистане.

### Военная служба
- 1962—1966 годы — курсант Ульяновского гвардейского высшего танкового командного, дважды Краснознамённого, ордена Красной Звезды училища имени В. И. Ленина.
- 1965—1974 годы — служил в танковых войсках СССР в ГСВГ и Дальневосточном военном округе в должностях командира взвода, командира роты, начальника штаба батальона.
- В 1977 году окончил Военную орденов Ленина и Октябрьской Революции, Краснознамённую академию бронетанковых войск имени Маршала Советского Союза Р. Я. Малиновского.
- 1977—1978 годы — заместитель командира, начальник штаба 98-го гвардейского танкового Алленштайнского Краснознамённого орденов Суворова и Александра Невского полка 11-й гвардейской армии ПрибВО, г. Мамоново Калининградской области.
- 1978—1982 годы — командир 29-го гвардейского танкового Идрицкого Краснознаменного полка 15-й гвардейской танковой Мозырской Краснознамённой, ордена Суворова дивизии ЦГВ, г. Миловице, ЧССР.
- 1982—1984 годы — заместитель командира 18 гвардейской Инстербургской Краснознамённой, ордена Суворова мотострелковой дивизии ЦГВ, г. Млада-Болеслав, ЧССР.  В 1986 — народный депутат городского Совета народных депутатов, г. Тирасполь, МССР.
- В 1984 году окончил Военную академию Генерального штаба Вооруженных сил СССР.
- 1984—1986 годы — командир мотострелковой дивизии 14-й гвардейской общевойсковой Краснознамённой армии ОдВО, г. Тирасполь, МССР.
- В 1986—1988 годах — первый заместитель начальника штаба 1-й гвардейской общевойсковой армии КВО, г. Чернигов, УССР.
- 1988—1989 годы — командир 12-го армейского корпуса СКВО, г. Краснодар. В 1988—1989 годах — народный депутат краевого Совета народных депутатов, г. Краснодар.
- 1989—1991 годы — командующий 5-й гварде́йской та́нковой а́рмии БВО, г. Бобруйск, БССР. В 1990—1991 годах — народный депутат областного Совета народных депутатов, г. Могилёв, БССР.
- В 1990 году окончил Высшие академические курсы усовершенствования руководящего состава при ВАГШ.
- 1991—1992 годы — советник при Министерстве Обороны Демократической Республики Афганистан.
- 1992—1999 годы — начальник кафедры оперативного искусства Военной орденов Ленина и Октябрьской Революции, Краснознамённой, ордена Суворова академии имени М. В. Фрунзе.

Участник Парада 1995 года, посвященного 50-летию Победы советского народа и его Вооруженных сил в Великий Отечественной войне 1941—1945 годов.

### В запасе
В запасе работал консультантом Координационного совета содействия отечественным товаропроизводителям.

## Семья
Супруга Лагошина (Мельникова) Людмила Викторовна (1944 - 2021г.г.)
В последние годы жил в Москве. Умер 14 октября 2018 года.
Похоронен вместе с супругой на Федеральном военном мемориальном кладбище.

## Награды
- Орден «Знак Почёта»
- Орден «Слава» Демократической Республики Афганистан
- Орден «Знак Почета» Демократической Республики Афганистан
- Медаль «За безупречную службу»
- Медаль «Ветеран Вооруженных сил СССР»
- Медаль «За отличие в воинской службе»
- Медаль «За укрепление боевого содружества»
- Нагрудный знак «Воину-интернационалисту»
- Медаль «Воину-интернационалисту от благодарного афганского народа» (Республика Афганистан)
- Медаль «В память 10-летия вывода советских войск из Афганистана» (13 февраля 2003, Белоруссия) — за большой личный вклад в развитие и укрепление взаимодействия движений ветеранов войны в Афганистане Республики Беларусь и Российской Федерации
- Орден «Слава» (Афганистан) Республика Афганистан)
- другие медали и знаки в т. ч.: